# Liste des anciens métiers
Ne doit pas être confondu avec Liste des métiers.
Cette liste d'anciens métiers regroupe par ordre alphabétique l'ensemble des métiers et des professions exercés dans le monde qui sont désormais disparus, ou nettement moins répandus qu'à une époque passée.
- Haut – A
- B
- C
- D
- E
- F
- G
- H
- I
- J
- K
- L
- M
- N
- O
- P
- Q
- R
- S
- T
- U
- V
- W
- X
- Y
- Z

## A
- Acquajolo
- Affeneur
- Agriculteur
- Aiguilleur
- Allumeur de réverbères
- Ambulancier
- Apiculteur
- Apothicaire et apothicairesse
- Arbalétrier
- Arbitre sportif
- Archéologue
- Architecte
- Ardoisier
- Armurier
- Arpenteur (devenu géomètre-expert)
- Artiste-peintre
- Astronaute
- Aubergiste, albergeur
- Aumussier
- Avitailleur
- Avocat

## B
- Balaisière : fabricante de balais
- Balezaux, balezeux
- Baloteur, baloteur d'œufs
- Barbeur
- Barbier, barbier-perruquier
- Barbier chirurgien
- Barillier
- Bassiste
- Batelier
- Batteur
- Batteur d'archal
- Batteurs de laine
- Batteur d'étain
- Batteur d'or et d'argent en fil
- Batteur d'or et d'argent en feuille
- Batteur de soute
- Baudroyer
- Berger
- Bladier
- Blaonnier
- Blatier, blactier
- Blavetier
- Bluteur, buletère, buletier
- Bodinier, boudinier
- Boguier
- Boisselier
- Bolengier, boulanger, boulengier, talemelier
- Bonisseur, bonissier
- Bonnetier
- Boquillon, bosquillon
- Bordager appelé soiton en Beauce : cultivateur, modeste exploitant à la limite de l'indépendance économique
- Botîrèsse, botrèsse
- Boucher, boche, bochier, bochy, boschier
- Boucheur à l'émeri[1]
- Bouchoteur, boucheteur, bouloteur
- Bouclier de fer
- Bouclier d'archal
- Boudinier, bodinier, marchand de boudin
- Bouffisseur
- Bouffon du roi
- Bouhélier
- Bouilleur
- Boulanger
- Boulanger de marine
- Bouquier
- Bourreau
- Bourrelier
- Boursier
- Boursiers et corroyeurs  de cuir blanc
- Boutillier
- Boutonnier
- Bouvier
- Bradier
- Bralier de fil
- Brassier ou bracier ou brassieur ou braceor ou journalier ou manouvrier ou homme de peine ou laboureur pour autrui : personne qui louait ses bras et attendait du travail salarié (chez le laboureur) l'essentiel de sa subsistance.
- Brayeur
- Brégier
- Brésilleur : du terme de teinturier brésiller : teindre avec un bain de bois rouge de brésil (brésil du Japon ou Sapan, brésil de Lamon, brésil de Sainte-Marthe)[2].
- Bricteur : artisan qui crée les formes et gère la production des briques faites par les briquetiers[3].
- Brochéor
- Bûcheron
- Bûcheur : bûcheron spécialisé dans le bois de chauffage.
- Budelier
- Buffetier, buvetier
- Buletère, buletier, bluteur
- Buronnier
- Buteiller

- Haut – A
- B
- C
- D
- E
- F
- G
- H
- I
- J
- K
- L
- M
- N
- O
- P
- Q
- R
- S
- T
- U
- V
- W
- X
- Y
- Z

## C
- Cabaretier, cabarotier, rotier
- Cadreur
- Caissier
- Calfat
- Cambusier
- Candelier
- Campanier
- Cantonnier
- Cardeur
- Carreleur
- Cartier
- Casseron de meuniers
- Casseur de grès
- Caucassier
- Ceinturier
- Cercayrès
- Cerclier : fabricant de cercle pour les tonneaux.
- Cervoisier
- Chaircuitier, chair-cuitier, charcutier
- Chambellan
- Chandelier
- Chandelier de suif : fabriquait des chandelles en suif
- Chandelon
- Chanevacier
- Chanteur
- Chanvrier : voir filtoupier
- Chapelier de coton
- Chapelier de feutre
- Chapelier de fleurs
- Chapelier d'orfroi
- Chapelier de paon
- Chapuiseur
- Charcutier, chaircuitier, chair-cuitier
- Charcutier itinérant
- Charlier
- Charbonnier
- Charmeur de serpents
- Charpentier
- Charpentier de navires
- Charron
- Chasse-maisnié, chasse-manée, chasse-moutte, chasse-mulet
- Chasse-marée
- Chastelier, chastollier
- Chaudronnier
- Chaulier : ouvrier du chaufournier
- chaunier ou chaurier : exploitant de carrière de craie, fabricant et, ou, marchand de chaux[4],[5]
- Chauffeur
- Chaufournier
- Chaussetier, chaussier : fabriquait et vendait des chausses, des bonnets, etc.
- Chercheur
- Chevillard
- Chevrettier
- Chiffonnier
- Chimiste
- Chiropraticien
- Chirurgien
- Chirurgien-dentiste
- Chocolatier
- Cirier
- Clerc séculier
- Cloutier
- Cloutier-attacheur
- Cocassier,  Cocotier, coquassier, coquetier : s'occupait de récolter les produits frais pour les revendre au marché.
- Cocher
- Coiffeur
- Colporteur
- Commercial
- Compteur-mireur : comptait les œufs et en examinait la qualité
- Conducteur
- Confectionneuse de fourreaux à bouteilles en fil d'archal
- Confiseur
- Constructeur
- Constructeur de billards
- Coquetier : marchand d'œufs et par extension de volaille
- Corbesier
- Cordier: fabriquait des cordes
- Cordonnier
- Corratier, courratier
- Corroyeur, Corroyeur de cuir noir, corroyeurs de cuir blanc
- Corvoisier : fabricant de souliers neufs ou de luxe
- Cosson
- Cotîresse
- Coulissier
- Coureurs de côtes
- Courratier, corratier
- Courroyer
- Coursier
- Courtepointier
- Coutelier
- Coutellier fèvres : fabricant de lames de couteaux
- Coutellier faiseur de manches
- Couvreur
- Couvreur de paille
- Craquelottière
- Crédencier
- Crémier
- Crépinier de fil et de soie
- Crieur de vin
- Cristallier
- Croquetier
- Cuisinier
- Cureur
- Cuvelier

- Haut – A
- B
- C
- D
- E
- F
- G
- H
- I
- J
- K
- L
- M
- N
- O
- P
- Q
- R
- S
- T
- U
- V
- W
- X
- Y
- Z

## D
- Déchargeur de vin
- Décier
- Décier d'archal
- Dépeceur
- Détective
- Domestique
- Dénoisilleuse : décortiqueuse de noix
- Dorelotier
- Drapier
- Drapier de soie
- Duranguier
- Douelleur

- Haut – A
- B
- C
- D
- E
- F
- G
- H
- I
- J
- K
- L
- M
- N
- O
- P
- Q
- R
- S
- T
- U
- V
- W
- X
- Y
- Z

## E
- Éboueur
  - Écaqueur
- Écorceur
- Écorcheur
- Écorcheur de lin
- Écoucheur
- Écrivain
- Écuellier
- Éditeur
- Électricien
- Émouleur, cf. Rémouleur[6]
- Enseignant
- Entretailleurs de drap
- Épicier, Espicier
- Epinglier
- Espicier, Épicier
- Escrinier
- Espinasseur, Espinassier
- Espinassier, Espinasseur
- Essarteur
- Esthéticien
- Étalagiste
- Étameur
- Etaminer ou Etaminier : faisait de l'étamine (étoffe légère en laine cardée).
- Étuveur
- Etuvier, Maître des étuves

- Haut – A
- B
- C
- D
- E
- F
- G
- H
- I
- J
- K
- L
- M
- N
- O
- P
- Q
- R
- S
- T
- U
- V
- W
- X
- Y
- Z

## F
- Fabricant de bière
- Fabricant de cidre
- Facteur
- Fagoteur : faiseur de fagots.
- Faiseur de draps d'or, d'argent et de soie
- Feinier
- Fendeur : fendait des planches utilisées par le boisselier.
- Ferblantier
- Fermailler de laiton
- Fermier
- Ferpier
- Ferrandier : artisan qui peignait et démêlait la filasse de chanvre (peigneur de chanvre)
- Ferreur : voir filtoupier
- Ferron : voir filtoupier
- Fèvres
- Filandier
- Filassier ou filletier, ou poupelier ou poupeyer : faisait de la filasse de chanvre.
- Fileresse à grands fuseaux
- Fileresse à petits fuseaux
- Filtoupier : la culture du chanvre donnait du travail au filtoupier (ou filletoupier, philtoupier) qui était chargé de le préparer en brisant la tige avec un outil ferré. On le dit aussi ferron, ferreur ou chanvrier.
- Filletoupier : voir filtoupier
- Fleuriste
- Floquenier
- Fondeur
- Fontainier
- Footballeur
- Forgeron
- Fouacier, Fouassier
- Fougassier
- Foulon
- Foulonnier
- Fourbeur
- Fourbisseur
- Fournier
- Fourreur de chapeaux
- Forcetier
- Frater
- Fremallier de laton
- Fripier, Frepier[7]
- Fromager
- Fruitier
- Fumiste

- Haut – A
- B
- C
- D
- E
- F
- G
- H
- I
- J
- K
- L
- M
- N
- O
- P
- Q
- R
- S
- T
- U
- V
- W
- X
- Y
- Z

## G
- Gabelou
- Gagiste
- Gainier
- Galnier
- Gantier
- Garagiste
- Garde du corps
- Garde des plaisirs du roi : garde-chasse du domaine royal
- Garde forestier
- Garde moulin
- Garde mouture
- Garde suisse : personnage d'église
- Garde vente
- Gargot
- Garnisseur de gaines
- Gastelier
- Gazier
- Geindre, gindre
- gindre, Geindre
- gipponier : fabricant de pourpoints
- Glacier
- gnomoniste
- governeor ou governier[8], celui qui a la garde, l'administration d'une chose[9]
- Grainier
- Greffier
- Grenier

- Haut – A
- B
- C
- D
- E
- F
- G
- H
- I
- J
- K
- L
- M
- N
- O
- P
- Q
- R
- S
- T
- U
- V
- W
- X
- Y
- Z

## H
- Hallebardier
- Hanouard
- harengère
- Harengier
- Haranguier, Harenguier
- Harenguier, Haranguier
- Haubergier
- Heaumier
- Hercheur
- Homme de peine ou Brassier ou Bracier ou Brassieur ou Braceor ou Journalier ou Manouvrier ou Laboureur pour autrui, personne qui louait ses bras et attendait du travail salarié (chez le laboureur) l'essentiel de sa subsistance.
- Houilleur
- Huchier
- Huillier
- Huttier

- Haut – A
- B
- C
- D
- E
- F
- G
- H
- I
- J
- K
- L
- M
- N
- O
- P
- Q
- R
- S
- T
- U
- V
- W
- X
- Y
- Z

## I
- Illustrateur
- Imagier, ymagier
- Imagier-tailleur
- Imagier-peintre
- Imitateur
- Impositeur
- Infirmier
- Informaticien
- Ingénieur
- Inhalothérapeute

- Haut – A
- B
- C
- D
- E
- F
- G
- H
- I
- J
- K
- L
- M
- N
- O
- P
- Q
- R
- S
- T
- U
- V
- W
- X
- Y
- Z

## J
- Jaleuse
- Jaugeur
- Jardinier
- Joigneur
- Jougnier, Jougtier
- Jougtier, Jougnier
- Journalier ou Brassier ou Bracier ou Brassieur ou Braceor ou manouvrier ou homme de peine ou laboureur pour autrui : personne qui louait ses bras et attendait du travail salarié (chez le laboureur) l'essentiel de sa subsistance.
- Journaliste
- Juge
- Juge en praesidial
- Jumentier
- Jurat
- Juré en sel

- Haut – A
- B
- C
- D
- E
- F
- G
- H
- I
- J
- K
- L
- M
- N
- O
- P
- Q
- R
- S
- T
- U
- V
- W
- X
- Y
- Z

## K
- Haut – A
- B
- C
- D
- E
- F
- G
- H
- I
- J
- K
- L
- M
- N
- O
- P
- Q
- R
- S
- T
- U
- V
- W
- X
- Y
- Z

- Knocker-upper

## L
- Laceur de fil et de soie
- Laitier
- Lampier
- Lanternier
- Lavandière
- Layetier
- Limouzier : maçon de la pierre en Limousin
- Linier
- Lormier
- Louvetier
- Lunetier

- Haut – A
- B
- C
- D
- E
- F
- G
- H
- I
- J
- K
- L
- M
- N
- O
- P
- Q
- R
- S
- T
- U
- V
- W
- X
- Y
- Z

## M
- Maçon
- Maçons de la Creuse
- Madelinier
- Magasinier des sels
- Maître des étuves
- Maître-nageur sauveteur
- Malletier
- Malteur
- Manchiste: fabricant de manches d'outils (en particulier en Côte d'Or)
- Mandelier
- Mangon
- Manier
- Manouvrier ou Brassier ou Bracier ou Brassieur ou Braceor ou journalier ou homme de peine ou laboureur pour autrui : personne qui louait ses bras et attendait du travail salarié (chez le laboureur) l'essentiel de sa subsistance.
- Maraîcher
- Marchand ambulant
- Marguiller
- Marin
- Marinier
- Marmiton
- Massier
- Mastroquet
- Matuchin, trouvé en Seine et Marne au XVIIIe siècle
- Maysselier, Mazellier
- Mécanicien automobile
- Mécanographe
- Médecin
- Mégissier
- Mégotier
- Mendiant
- Menuisier
- Mercier
- Merranderie
- Messager
- Mesureur de blé
- Meunier
- Militaire
- Mineron : mineur exploitant d'une façon familiale un filon dont il est propriétaire.
- Mineur
- Mire
- Mitron
- Modiste
- Moleux
- Montreur de curiosités
- Montreur d'ours
- Mortellier
- Moulangeur
- Mouleur
- Moulinier
- Moutardier
- Muletier
- Mulquinier
- Musicien

- Haut – A
- B
- C
- D
- E
- F
- G
- H
- I
- J
- K
- L
- M
- N
- O
- P
- Q
- R
- S
- T
- U
- V
- W
- X
- Y
- Z

## N
- Navigateur aérien
- Notaire

- Haut – A
- B
- C
- D
- E
- F
- G
- H
- I
- J
- K
- L
- M
- N
- O
- P
- Q
- R
- S
- T
- U
- V
- W
- X
- Y
- Z

## O
- Officier radiotélégraphiste de la marine marchande
- Opérateur de radiogoniométrie au sol
- Opérateur radio-navigant aéronautique
- Opticien-lunetier
- Orfèvre
- Organiste
- Oublieur, Oublieu
- Oulier.
- Ouvrier

- Haut – A
- B
- C
- D
- E
- F
- G
- H
- I
- J
- K
- L
- M
- N
- O
- P
- Q
- R
- S
- T
- U
- V
- W
- X
- Y
- Z

## P
- Pailleux
- Paonier
- Parcheminier
- Parqueteur
- Pancossier
- Panetier
- Patenôtrier de boucles
- Patenôtrier de corail
- Patenôtrier d'os et de coquille
- Patenostrier  d'ambre et de  jais
- Patenostrier  faiseurs de bouclettes à souliers et de noyau à robes
- Pâtissier
- Pâtissier itinérant
- Paumier
- Paysan
- Pêcheur
- Pêcheur de la Seine
- Peignier
- Peigneur de chanvre
- Peintre en bâtiment
- Pelletier
- Perceur de tuyaux de fontaines
- Perruquier
- Pharmacien
- Philtoupier : voir filtoupier
- Photographe
- Physicien
- Piautre
- Pilote
- Pipier
- Pizzaïolo
- Placière
- Plâtrier
- Plombier
- Plongeur
- Policier
- Pompier
- Pompiste
- Poinçonneur
- Poissonnier
- Poissonnier ambulant
- Porte-parole
- Portefaix (devenu docker)
- Porteur (Porteurs de sacs)
  - Porteur d'eau
  - Porteur de piano
- Potier
- Potier d'étain
- Professeur
- Psychiatre
- Puisatier, Pyssonier

- Haut – A
- B
- C
- D
- E
- F
- G
- H
- I
- J
- K
- L
- M
- N
- O
- P
- Q
- R
- S
- T
- U
- V
- W
- X
- Y
- Z

## Q
- Quarriereur
- Querneur
- Queux, Maître queux

- Haut – A
- B
- C
- D
- E
- F
- G
- H
- I
- J
- K
- L
- M
- N
- O
- P
- Q
- R
- S
- T
- U
- V
- W
- X
- Y
- Z

## R
- Radiologue
- Radiotélégraphiste de station côtière
- Radiotélégraphiste de chemin de fer
- Ramoneur (nettoie les cheminées)
- Rebatteur de faux
- Réceptionniste
- Regrattier/Regrattière
- Regrattier de pain et de sel,
- Regrattier de fruits et légumes
- Rémouleur, émouleur
- Réparateur de parapluies
- Repêcheur d'animaux morts
- Résinier
- Retondeur
- Revendeur de fruits
- Revendeur de sel
- Reveyran ?
- Rotier, Cabaretier, Cabarotier
- Roulier

- Haut – A
- B
- C
- D
- E
- F
- G
- H
- I
- J
- K
- L
- M
- N
- O
- P
- Q
- R
- S
- T
- U
- V
- W
- X
- Y
- Z

## S
- Sabotier (fabricant de sabots)
- Saulnier, Saunier
- Savetier
- Scailteur
- Schlitteur
- Scieur de long
- Sculpteur
- Secrétaire
- Serveur
- Sommelier
- Styliste

- Haut – A
- B
- C
- D
- E
- F
- G
- H
- I
- J
- K
- L
- M
- N
- O
- P
- Q
- R
- S
- T
- U
- V
- W
- X
- Y
- Z

## T
- Tabletier
- Tailleur
- Tailleur d'images et de crucifix et de manches à couteaux : voir Imagier-tailleur
- Taillandier, fabricant d'outils coupants ou tranchants (faux, serpes, haches)
- Tailleurs de robes et pourpoints
- Talemelier, Bolengier, Boulanger, Boulanger Boulengier,
- Tanneurs de cuir
- Tapissier nostré
- Tapissier sarrasinois
- Tarillon
- Tavernier, Tavernière (genre de barman)
- Telier, Tellier  (teilleur ou tilleul : ouvrier qui teille)
- Teinturier (teint les textiles)
- Texheur
- Tireur de soie
- Tisserand ou Tissier ou Tixier ou Texier : ouvrier qui tisse sur un métier des étoffes ou des tapis
- Tisserand de laine
- Tisserand de soie
- Toilier
- Toiseur
- Tonnelier
- Tondeur de draps
- Touneiller
- Traiteur
- Tréfileur
- Tréfilier de fer
- Tréfilier d'archal
- Treillageur
- Tripier/Tripière
- Troubadour
- Tuillier

- Haut – A
- B
- C
- D
- E
- F
- G
- H
- I
- J
- K
- L
- M
- N
- O
- P
- Q
- R
- S
- T
- U
- V
- W
- X
- Y
- Z

## U
- Haut – A
- B
- C
- D
- E
- F
- G
- H
- I
- J
- K
- L
- M
- N
- O
- P
- Q
- R
- S
- T
- U
- V
- W
- X
- Y
- Z

## V
- Valadier
- Vangeur
- Vanneur
- Vannier : fabricant de paniers en osier et autre
- Vélineur
- Vendeur
- Venisien tisseur de "venise" velours de soie
- Verdier
- Verotière : récolteuse de vers marins sur l'estran[10]
- Vétérinaire
- Viguier
- Vinaigrier
- Viticulteur
- Violoncelliste
- Violoniste
- Voiturier, Voiturier par terre, Voiturier par eau (valet ou domestique)
- Volailler, Volailleux

- Haut – A
- B
- C
- D
- E
- F
- G
- H
- I
- J
- K
- L
- M
- N
- O
- P
- Q
- R
- S
- T
- U
- V
- W
- X
- Y
- Z

## W
- Wagonnier (gare les wagons de train)
- Waretier
- Wattman

- Haut – A
- B
- C
- D
- E
- F
- G
- H
- I
- J
- K
- L
- M
- N
- O
- P
- Q
- R
- S
- T
- U
- V
- W
- X
- Y
- Z

## X
- Xylographe
- Xylophoniste

- Haut – A
- B
- C
- D
- E
- F
- G
- H
- I
- J
- K
- L
- M
- N
- O
- P
- Q
- R
- S
- T
- U
- V
- W
- X
- Y
- Z

## Y
- Ymagier, Imagier,

- Haut – A
- B
- C
- D
- E
- F
- G
- H
- I
- J
- K
- L
- M
- N
- O
- P
- Q
- R
- S
- T
- U
- V
- W
- X
- Y
- Z

## Z
- Zinguer
- Zoneur